# Horario hablado

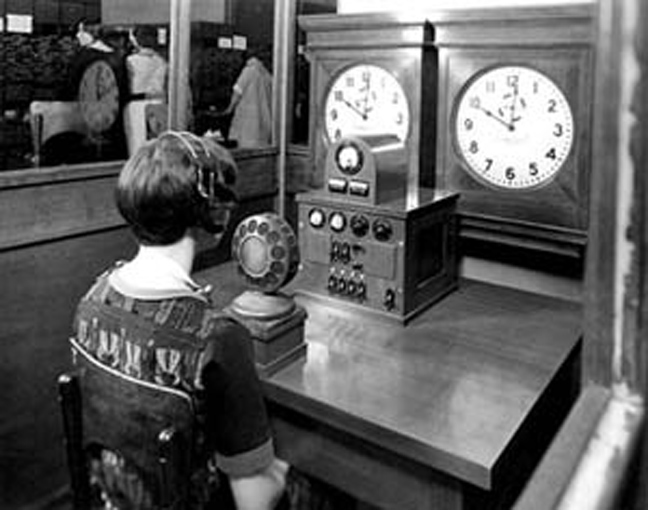
Una operadora dando la hora con anterioridad a la invención de equipamiento automatizado, en octubre de 1937

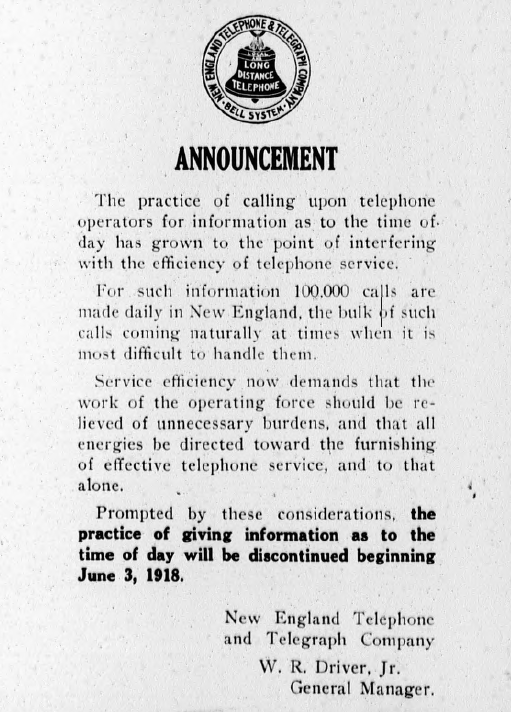
Aviso de diario (1918) advirtiendo a los usuarios telefónicos que los operadores Telegráficos y Telefónicos de Nueva Inglaterra van a dejar de facilitar la hora a partir del 3 de junio de 1918.

Un servicio horario hablado es un sistema grabado de voz humana, capaz de facilitar una locución con la hora exacta, al que normalmente se accede por teléfono. El primer servicio horario telefónico hablado fue introducido en Francia, en asociación con el Observatorio de París, el 14 de febrero de 1933.
El formato del servicio es similar al de los servicios de señales horarias radiofónicos. A intervalos regulares (por ejemplo, diez segundos) una voz anuncia (por ejemplo) "Al oírse la tercera señal, serán las doce horas, cuarenta y seis minutos y diez segundos...", con tres "beeps" a continuación. En algunos países se incluyen anuncios comerciales de empresas patrocinadoras en el mensaje.

## Técnica inicial

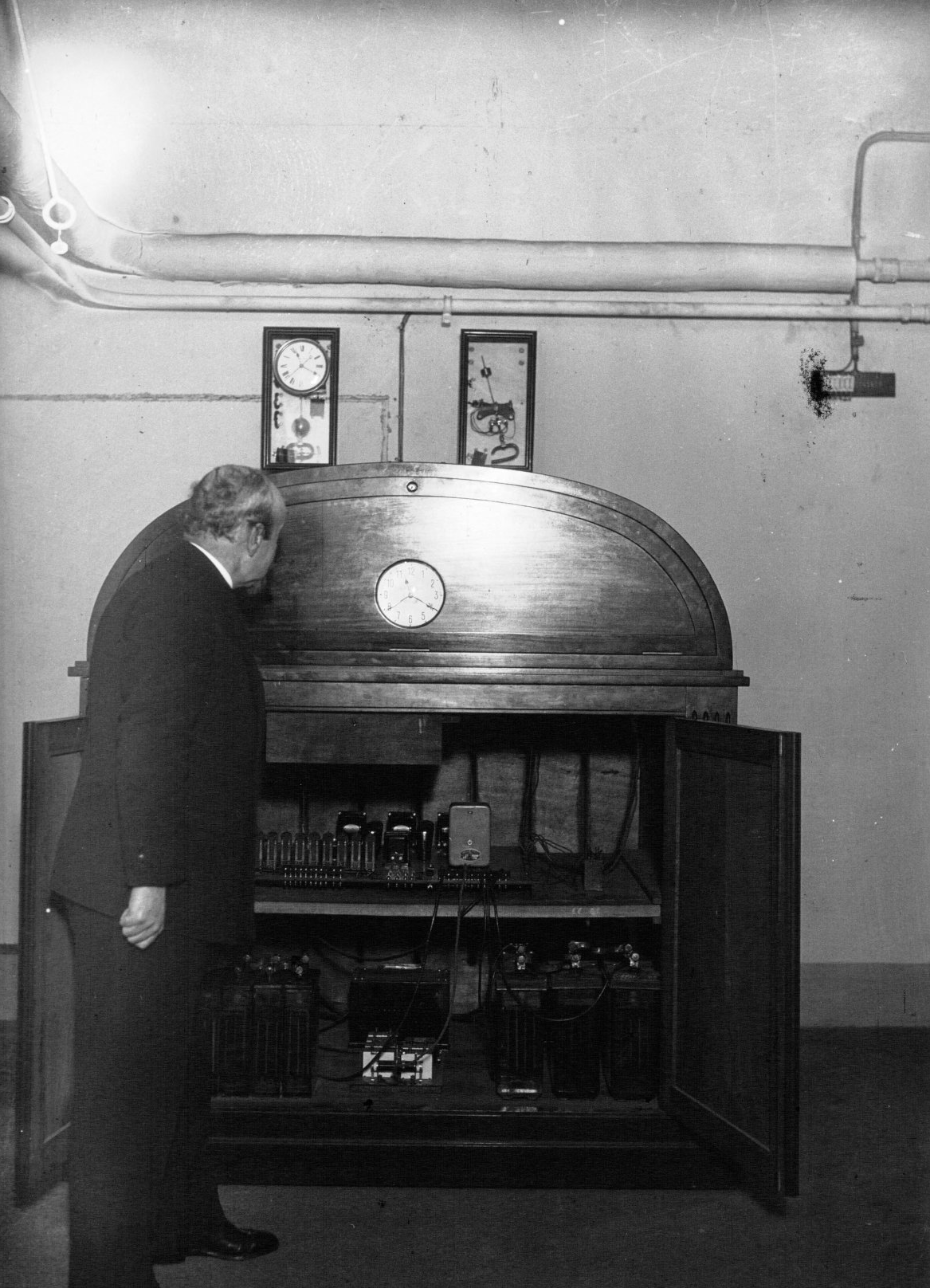
Ernest Esclangon delante del reloj parlante del Observatorio de París (1933).

El primer dispositivo automatizado para la transmisión de información horaria por teléfono fue ideado en 1933 por Ernest Esclangon, director del Observatorio de París, que se desesperaba viendo como con la única línea telefónica disponible de su institución, un agente del observatorio se tenía que dedicar casi en exclusiva a responder a las incesantes llamadas solicitando conocer la hora.
Este dispositivo utilizaba la técnica del cine sonoro: la máquina consiste en un cilindro con 3 series de tiras de locuciones grabadas: el primero con el estado de las horas de 0 a 23 horas; el segundo con cada minuto entre 0 y 59; el tercero con 10, 20, 30, 40 y 50 segundos; y por último el anuncio "la cuarta señal marcará exactamente". El sistema estaba acoplado a un reloj central del Observatorio de París, que daba la señal. La voz grabada era la de Marcel Laporte, un locutor de radio.
Si la idea de una máquina automática para comunicar la hora por teléfono fue del profesor Esclangon, el diseño y la construcción de la máquina fue obra del ingeniero Paul Nimier, quien la patentó en competencia con un sistema de discos de cristal presentado por Edouard Belin, el inventor de la telefotografía. El reloj fue presentado a la Academia de Ciencias de París el 14 de marzo de 1932 por el Profesor Esclangon.
Francia fue el primer país del mundo en establecer un servicio horario hablado automático, inaugurado en el Observatorio de París el 14 de febrero de 1933. Unas 140 000 llamadas se realizaron en el primer día, aunque el sistema, por problemas de capacidad, solo pudo atender unas 20 000 satisfaits.
El reloj de voz experimentó dos mejoras importantes en Francia, primero en 1964 y después en 1975. Si la técnica de las bandas sonoras de lectura opto-electrónicas mantuvo su principio fundamental tomado de las películas sonoras, sin embargo, el sistema de voz se mejoró notablemente cuando la electrónica asociada pasó de la tecnología de los tubos de vacío (lámparas de radio) utilizada desde 1933 a la de los semiconductores, siendo también mejorado el reloj de referencia, que pasó de ser un reloj de péndulo mecánico, a ser un reloj atómico. Así mismo, el uso de motores de corriente alterna en el accionamiento del sistema de captación óptica mejoró sensiblemente la precisión de la primera versión.
Por último, a partir de 1991, el sistema mecánico fue sustituido por un reloj electrónico a base de circuitos integrados diseñado en 1987, donde el habla ya está digitalizada y almacenada en una memoria electrónica.

## Sustitución por otros sistemas de información horaria
La progresiva popularización de los sistemas de telefonía móvil y de internet, ha supuesto un progresivo declive de los servicios telefónicos de horario hablado, debido a que la posibilidad de conocer la hora exacta de forma inmediata se ha hecho casi omnipresente gracias a la expansión de los teléfonos móviles. Sin embargo, numerosas compañías telefónicas siguen manteniendo este servicio como una opción más dentro de las distintas posibilidades que incluyen en sus contratos con los usuarios. 